# Pipkow-Gletscher
Der Pipkow-Gletscher (bulgarisch Пипков ледник Pipkow lednik) ist ein 11 km langer und 3,2 km breiter Gletscher im Norden der Alexander-I.-Insel westlich der Antarktischen Halbinsel. Er fließt südlich und südwestlich des Lennon-Gletschers sowie westlich des Osselna-Gletschers von der Westseite der Havre Mountains in westlicher Richtung zwischen dem Kutev Peak sowie dem Nicolai Peak im Norden und dem Simon Peak im Süden zur Lasarew-Bucht, die er südöstlich des Buneva Point und nördlich des Kamhi Point erreicht.
Britische Wissenschaftler kartierten ihn 1971 und 1991. Die bulgarische Kommission für Antarktische Geographische Namen benannte ihn 2017 nach den bulgarischen Komponisten Panajot Pipkow (1871–1942) und Ljubomir Pipkow (1904–1974).